# La Costeña
La Costeña è una compagnia aerea regionale con sede a Managua, in Nicaragua, che opera collegamenti giornalieri con: Tegucigalpa, Corn Island, San Carlos, Bluefields, Bonanza, Ometepe, Rosita, Puerto Cabezas, Siuna e San Juan de Nicaragua.